# 梅遜峰
72°46′S 74°44′E / 72.767°S 74.733°E
梅遜峰（英語：Mason Peaks）是南極洲的山峰，位於伊麗莎白公主地，屬於格羅夫山脈的一部分，處於哈丁山西北面15公里，該山峰根據澳大利亞探險隊拍攝的空中照片被繪入地圖。